# 祁家梁遗址
祁家梁遗址，位于宁夏回族自治区固原市彭阳县城阳乡杨坪村上河组，是中华人民共和国宁夏回族自治区文物保护单位之一。
2010年12月6日，授予宁夏回族自治区文物保护单位，是一座古遗址。